# Jules de Polignac (1780-1847)
Pour les articles homonymes, voir Jules de Polignac et Polignac.
Jules de Polignac, né le 14 mai 1780 à Paris (paroisse Saint-Sulpice) et mort le 30 mars 1847 à Saint-Germain-en-Laye (Yvelines), est un homme politique français. Il porte successivement les titres de comte de Polignac (1817-1820), de premier prince pontifical de Polignac (1820-1847), puis brièvement celui de 3e duc de Polignac en mars 1847.
Il est le fils de la duchesse de Polignac, favorite de la reine Marie-Antoinette.
Aide de camp du comte d'Artois, il est aussi pair de France et ambassadeur de France à Londres.
Il est ensuite ministre des Affaires étrangères, et président du Conseil des ministres du 8 août 1829 au 29 juillet 1830.
Il contribue, parmi de nombreux autres, au lancement de l'expédition d'Alger, qui vise à lever le blocus du port d'Alger et a pour prolongement, longtemps après sa chute, la colonisation de l'Algérie,,.
Impopulaire dès sa nomination, il ne peut empêcher le déclenchement en 1830 de la révolution de Juillet.

## Jeunesse

### Naissance et enfance

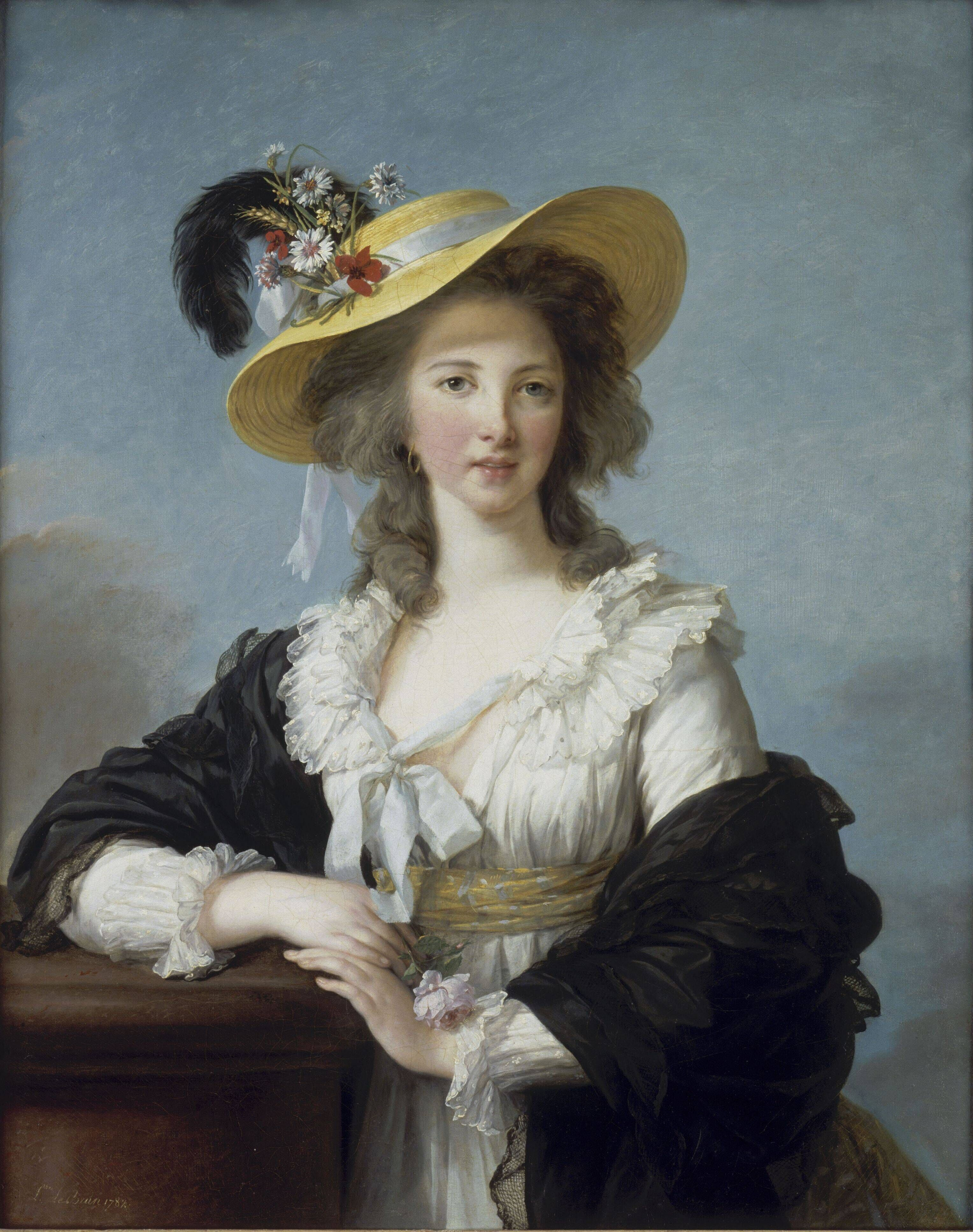
Gabrielle de Polastron, mère de Jules de Polignac.

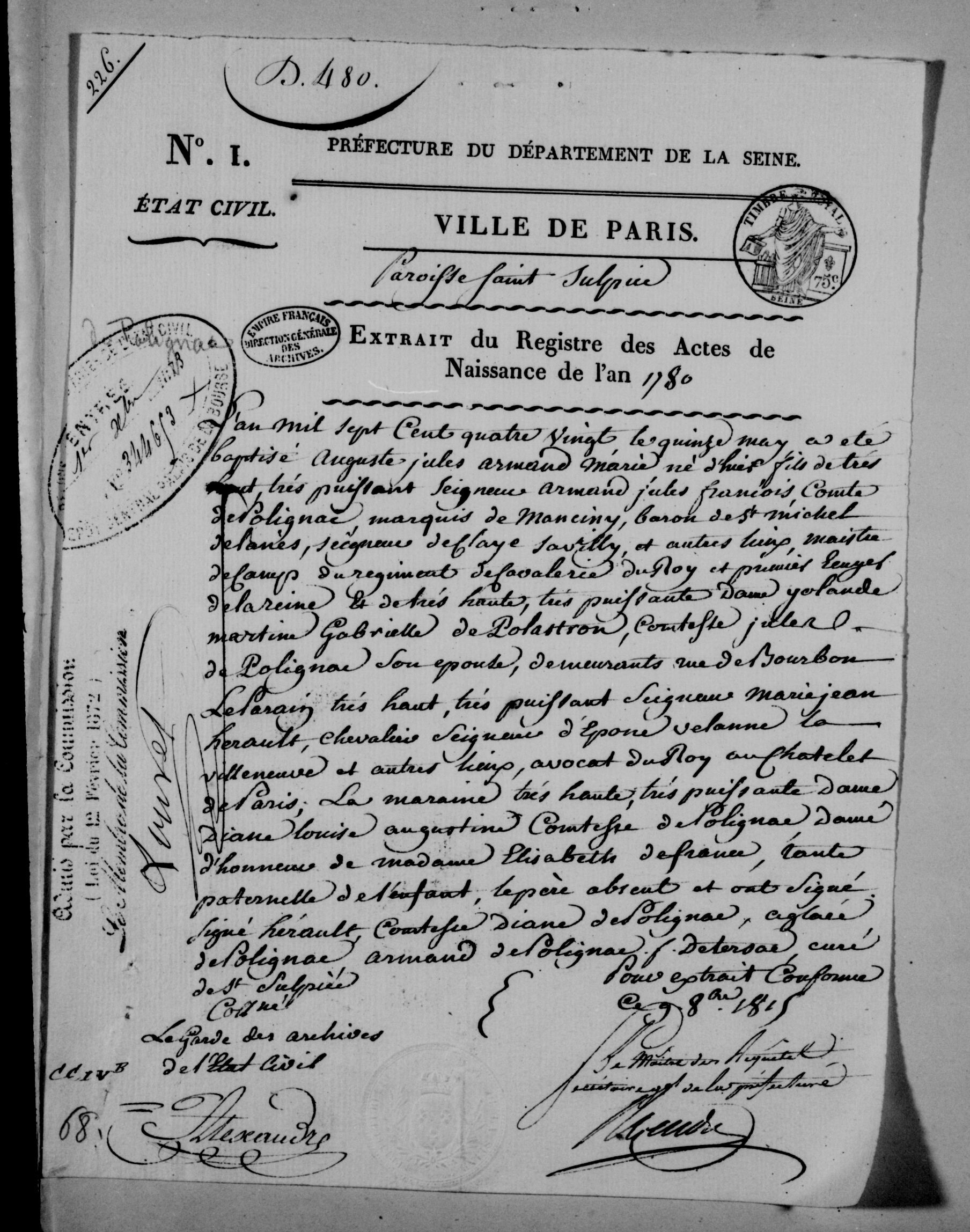
Acte de baptême de Jules de Polignac le 15 mai 1780 en l'église Saint-Sulpice de Paris.

Jules de Polignac naît le 14 mai 1780, rue Bourbon, à Paris. Il est le fils cadet de Jules de Polignac (1746-1817), capitaine au régiment Royal-Dragons, et de Gabrielle de Polastron (1749-1793), comtesse puis duchesse de Polignac, amie et favorite de la reine Marie Antoinette et gouvernante des Enfants de France.
Jules de Polignac est baptisé à Paris le 15 mai 1780 en l'église Saint Sulpice : son parrain est Marie-Jean Hérault de Séchelles (1759-1794), le futur révolutionnaire membre du Comité de salut public, et sa marraine est sa tante Diane Louise Augustine de Polignac, dame d'honneur de Madame Élisabeth de France.
Il passe son enfance à Versailles, dans l'intimité des enfants de France, dont sa mère est la gouvernante.

### Révolution française et exil
Au déclenchement de la Révolution française sa famille est l'une des premières à quitter la France. Jules a alors neuf ans et il est élevé parmi les émigrés. Il suit ses parents en Suisse, puis à Rome, à Venise et à Vienne, où meurt sa mère, le 5 décembre 1793, un mois après la reine Marie-Antoinette.
En 1794, il suit son père en Russie et s'engage en 1796 dans l'armée russe, qu'il quitte en 1799.
Cette même année 1799, Louis XVIII le nomme aide de camp, avec le grade de capitaine.
Après un séjour à Mittau, alors résidence de Louis XVIII et de sa cour, il rejoint en 1800, en Grande-Bretagne, le comte d'Artois, dont il reste toujours très proche.
Il est le frère d'Armand Jules Marie Héraclius, 2e duc de Polignac, dont il est aussi très proche et auquel il succède au titre ducal le 1er mars 1847, quelques semaines avant sa mort.

## Mariages et descendance
Il se marie à Londres en 1816 avec Barbara Campbell, fille de sir Duncan Campbell et de Mary Campbell, une aristocrate écossaise (22 août 1788 - Saint Mandé, 23 mai 1819). De ce premier mariage naissent deux enfants :
- le prince Jules-Armand de Polignac (Londres, 12 août 1817 - Paris 8e, 16 mars 1890), futur 4e duc de Polignac, marié en 1842 avec Amélie Berton des Balbes de Crillon (1823-1904), dont postérité qui conserve le titre de duc de Polignac ;
- la princesse Seyna-Camille de Polignac (Paris, 26 septembre 1818 - Millemont, 21 septembre 1833).

En 1824, il se remarie à Londres avec Marie Charlotte Parkyns (6 janvier 1792 - Paris, 2 septembre 1864), fille de Thomas Parkyns, 1er baron Rancliff (en), et d'Elisabeth James. Elle est veuve avec une fille du comte César de Choiseul Praslin (mort en 1821). Ce remariage est célébré une seconde fois en 1837, à la suite de la décision de mort civile qui le frappe après la révolution de 1830.
De ce second mariage, naissent cinq enfants :
- le prince Alphonse de Polignac, officier d'artillerie (Londres, 27 mars 1826 - Paris, 30 juin 1862), marié en 1860 avec Jeanne Emilie Mirès (1838-1933), dont une fille ;
- le prince Ludovic de Polignac (en) (Londres, 24 mars 1827 - 13 janvier 1904), lieutenant-colonel dans l'armée française, qui participe à la colonisation de l'Algérie, marié en 1874 avec la princesse Gabrielle de Cröy Dulmen (1835-1905), sans postérité ;
- la princesse Yolande de Polignac (Jouy en Josas, 16 novembre 1830 - Paris, 16 mars 1855), mariée en 1848 avec Sosthène II de La Rochefoucauld, duc de Bisaccia, duc de Doudeauville, (remarié avec la princesse Marie de Ligne), dont une fille ;
- le prince Camille Armand Jules Marie de Polignac (Millemont, 16 février 1832 - Paris 16e, 15 novembre 1913), major-général dans l'armée confédérée pendant la guerre civile américaine, sert en France avec le grade de général pendant la guerre de 1870-1871, chevalier de la légion d'honneur, marié en 1874 avec Marie Adolphine Langenberger (1853-1876), puis en 1883 avec Margaret Elisabeth Knight of Wolverley (1864-1940), dont postérité ;
- le prince Edmond de Polignac (Millemont, 19 avril 1834 - Paris 16e, 8 août 1901), compositeur, théoricien de la musique et promoteur de la gamme octatonique, marié en 1893 avec Winaretta Singer, dite Winnie (1865-1943), mécène, fondatrice de la fondation Singer-Polignac, sans postérité[6] ;

## Ascension politique (1804-1828)

### Détention sous le premier Empire
Jules devient l'un des aides de camp du comte d'Artois. En 1803, il participe, avec son frère Armand et Pichegru, à la conspiration de Georges Cadoudal. Tous deux sont arrêtés, puis jugés. Il est condamné à une peine de deux ans de prison, mais il est finalement emprisonné, comme prisonnier politique, jusqu'à la fin du premier Empire. Son frère et lui sont détenus d'abord à la Tour du Temple, puis au fort de Ham, à celui de Vincennes et en résidence surveillée à Paris.
Pendant cette résidence surveillée, son frère et lui côtoient un autre conspirateur, le général Malet.
En janvier 1814, alors que la situation de l'Empire se fragilise, Napoléon ordonne à nouveau leur mise en détention, mais ils parviennent à prendre tous deux la fuite.

### Retour en France à la Restauration
En mars 1814, tous deux accompagnent le comte d'Artois (futur Charles X), lors de son retour en France, à la première Restauration.
Jules de Polignac est promu maréchal de camp et nommé, le 27 avril 1814, commissaire auprès de la 10e division militaire. Jusqu'en juin, il visite tous les départements du sud-ouest de la France, où il rencontre les autorités civiles et militaires.
Membre des Chevaliers de la Foi et catholique intransigeant, il ne jure fidélité à la Charte de 1814 qu'avec réticence en raison de l'égalité des cultes à laquelle il est opposé.
En septembre 1814, Louis XVIII le nomme secrétaire d'ambassade à la légation de Munich, puis le charge, en novembre, d'une mission à Rome, auprès du pape Pie VII.
Quand Napoléon débarque en France, en mars 1815, il tente de rallier les troupes à la cause royale, puis, devant l'insuccès de cette tentative, rejoint à Gand la famille royale.
Avec l'accord de Louis XVIII, il regagne la France pour y organiser la résistance pendant les Cent-jours. Arrêté en Savoie, il est finalement relâché par le commandant de l'armée, le duc d'Albuféra.

### Représentant du royaume de France
À la Seconde Restauration, il est fait pair de France le 17 août 1815. À la Chambre des pairs, il participe régulièrement aux débats. Il fait partie de la Congrégation.
En 1815 et 1816, il est chargé de faire la navette avec le duc de Fitzjames entre le comte d'Artois et le comte de Vaublanc alors ministre de l'Interieur du ministère de Richelieu.
Le pape Pie VII le fait prince romain en 1820, et il reçoit en 1822 l'autorisation de porter ce titre en France.
En juin 1823, il est nommé par Villèle et Chateaubriand ambassadeur en Grande-Bretagne, poste qu'il conserve jusqu'en 1829.
En tant que représentant du royaume de France, il participe aux négociations du traité de Londres (1827), qui aboutissent au traité par lequel la France, la Grande-Bretagne et la Russie s'imposent comme médiateurs entre le sultan turc et la Grèce insurgée. Une des conséquences de ce traité est la bataille de Navarin et à terme l'indépendance de la Grèce.
En 1827, il achète le château de Millemont, près de Montfort-l'Amaury.

## Le retour des ultras (1829-mars 1830)

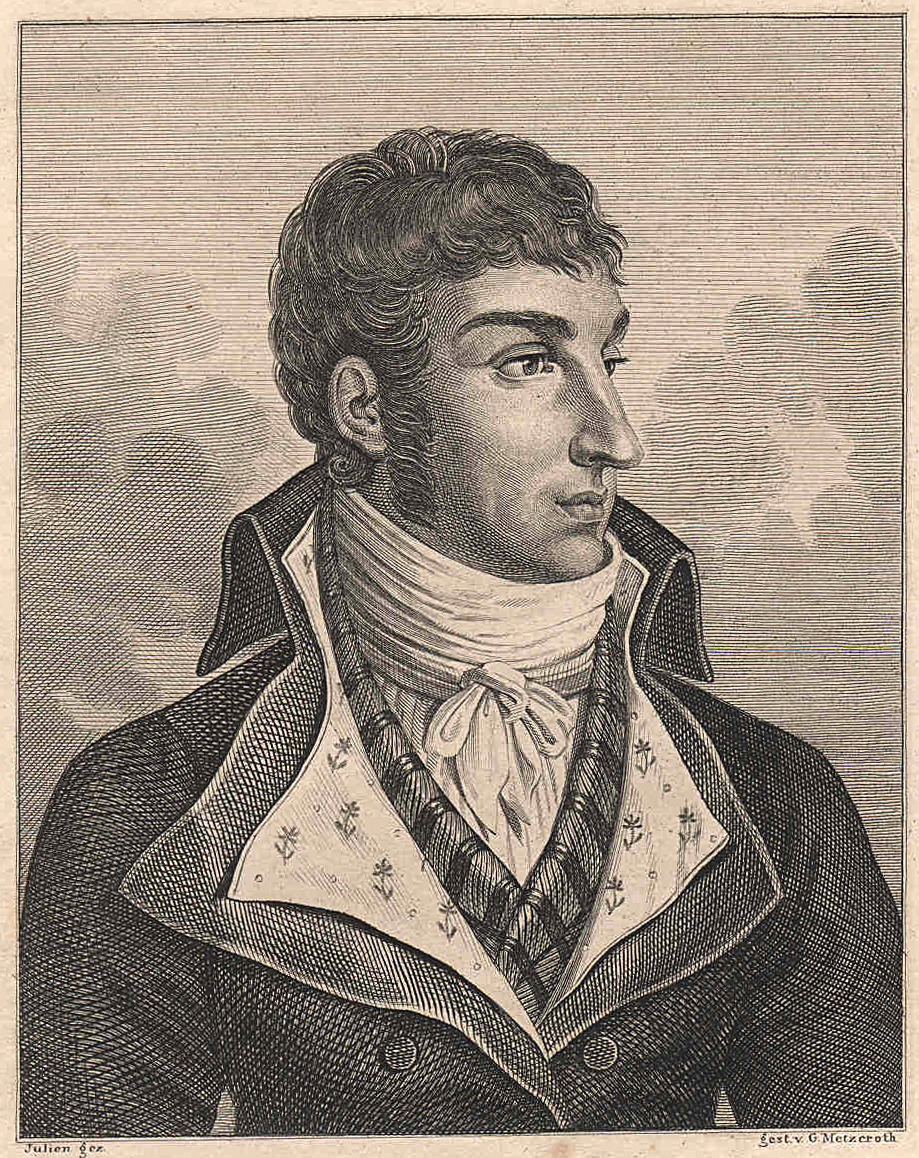
Jules de Polignac (1829).

### L'entrée au ministère
Le ministère Martignac, formé en 1828, est une tentative de compromis entre le roi et une Chambre des députés sans majorité claire, mais hostile au ministère ultra de Villèle. Au retour en France de Polignac, en 1829, le roi, hostile à ce qu'il considère comme une usurpation progressive de ses prérogatives par la Chambre, entame des pourparlers en vue de la formation d'un nouveau ministère sur la base d'une entente entre les divers courants de la droite. Jules de Polignac est au coeur de négociations complexes. Finalement chargé des affaires étrangères, il participe à un ministère dont la composition est annoncée le 8 août. Initialement sans chef, il réunit plusieurs figures contre-révolutionnaires ou « ultra » en vue. François-Régis de La Bourdonnaye, un député de la Chambre introuvable célèbre pour avoir soutenu la deuxième Terreur blanche légale et réclamé « des fers, des bourreaux, des supplices » à la Chambre le 11 novembre 1815 devient ministre de l’Intérieur. Quant au portefeuille de la Guerre, il est attribué à Louis de Bourmont, un ancien chouan qui déserte pour rejoindre Louis XVIII à Gand lors des Cent-Jours, le 15 juin 1815, la veille de la bataille de Ligny, trois jours avant la défaite de Waterloo. Le ministère n'est cependant pas homogène et certains de ses membres apparaissent comme plus modérés, à l'instar de Jean de Courvoisier à la Justice - un ancien libéral.
Publiée dans Le Moniteur le 8 août, la nouvelle du changement de ministère fait l’effet d’une bombe et déclenche un débat constitutionnel majeur autour de la monarchie constitutionnelle et de l'interprétation de la Charte de 1814. Polignac, et derrière lui le roi, veut s’en tenir à une lecture stricte de la Charte de 1814. Le monarque nomme les ministres de son choix et gouverne à travers eux. Il ne doit les renvoyer que dans les deux cas prévus par la Charte (trahison ou concussion). La Chambre des députés peut tout au plus bloquer les mesures en refusant de voter les textes de loi. Les libéraux voudraient pour leur part faire évoluer le régime vers un parlementarisme à l'anglaise que la Charte n’a pas explicitement prévu : ils estiment que le ministère doit avoir la confiance de la majorité de la Chambre des députés, ce qui est de fait le cas depuis la fin des années 1810, les ministères Richelieu, en 1821, puis Villèle, en 1827, s'étant retiré devant l'opposition de la Chambre des députés.

#### La présidence du conseil

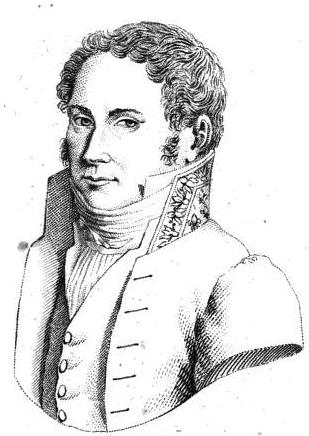
L'impopulaire comte de La Bourdonnaye, ministre de l'Intérieur en 1829.

L’opposition pousse des clameurs indignées et s'en prend avec une particulière véhémence au prince de Polignac, symbole de l'émigration, de la supposée soumission à l'ennemi héréditaire anglais mais aussi d'un retour au favoritisme et à la courtisanerie de l'Ancien Régime, puisqu'il n'a aucun appui parlementaire. Soupçonné de vouloir rétablir l'absolutisme, ou du moins un régime autoritaire, il tente de lutter contre sa réputation de dévot en affirmant à maintes reprises son admiration pour les institutions britanniques et son adhésion profonde à la Charte. Durant plusieurs mois, Polignac comme le ministère dans son ensemble ne prennent aucune mesure importante, signe des nombreuses dissensions qui traversent le cabinet. Elles débouchent sur la démission de La Bourdonnaye le 18 novembre et sur la nomination de Polignac à la présidence du Conseil.
Ce dernier hésite toujours sur la marche à suivre, et le mot d'ordre de son ministère « plus de concessions » ne dissimule pas la volonté de préparer un coup d'Etat, comme l'en accuse l'opposition, mais traduit plutôt l'absence de tout programme positif.

#### La politique étrangère
Sur le plan de la politique étrangère, Polignac souhaite travailler au renforcement et à l'agrandissement du royaume.
En 1829, l'armée russe marche sur Andrinople et Constantinople. Comme Richelieu et Pasquier en 1821, comme La Ferronays en 1828, il pense possible d'étendre la France dans le cadre d'une réorganisation européenne consécutive à l'effondrement de l'Empire ottoman. Charles-Edmond, baron de Boislecomte, chargé des affaires politiques du ministère des Affaires étrangères, rédige un mémoire approuvé par le Conseil des ministres le 3 septembre 1829 : selon ce projet, la France aiderait la Russie à s'emparer de territoires ottomans en Asie et Europe, et en échange, récupérerait les territoires perdus en Allemagne en 1814 tels que Sarrelouis, Sarrebruck et Landau, ainsi que la Belgique et le Luxembourg ; la maison d'Orange régnerait à Constantinople, la Prusse annexerait la Hollande et la Saxe, le roi de Saxe régnerait sur la rive gauche du Rhin,. Le recul russe en balaye toute mise en œuvre.
La politique étrangère du ministère Polignac se caractérise aussi par l'expédition d'Alger, lancée en mars 1830, qui est une autre facette du démembrement de l'Empire ottoman, auquel la France a été souvent opposée auparavant. Depuis de nombreuses années, un contentieux existe entre les pays occidentaux et le dey d'Alger, avec la piraterie des barbaresques, la traite des esclaves de Barbarie. Effectivement, à la fin du XVIIe siècle, la guerre franco-algérienne oppose Louis XIV à la régence d'Alger. En 1775, le roi Charles III d'Espagne tente, sans succès, lors de la guerre hispano-algérienne, l'expédition d'Alger de 1775, suivie par une autre tentative en 1783 et une troisième, en 1784, avec l'envoi d'une flottille de cent-vingt navires. En 1808, Napoléon Ier envoie à Alger l'ingénieur et colonel du génie Vincent-Yves Boutin, avec la mission secrète d'observer la meilleure manière de conquérir la ville et son port. Plusieurs campagnes militaires les opposent, avec la guerre de Tripoli, de 1801 à 1805, la seconde guerre barbaresque, en 1815. En août 1816, la Royal Navy et la marine néerlandaise bombardent Alger et, en 1824, la Royal Navy soumet encore Alger à un blocus.
Le 30 avril 1827, le dey d'Alger frappe d’un coup d’éventail au visage le consul de France, Pierre Deval, pour une sombre histoire de livraison de blé algérien pendant la Révolution française, resté impayé par la France. Cet affront amène l'évacuation de tous les Français résidant à Alger et la rupture des relations diplomatiques entre le dey et la France, puis l'établissement, en juin 1827, d'un blocus maritime par la marine française, devant Alger. Dès cette époque le gouvernement Villèle prépare une expédition militaire, sur la base des relevés effectués en 1808 dans la même perspective, à la demande de Napoléon. La France n'ayant pas obtenu réparation de l’offense, la préparation de l’expédition démarre, après des tergiversations, à l'automne 1829, pour avoir lieu en mai 1830. Le corps expéditionnaire, commandé par Bourmont, se compose de 103 navires, sous les ordres de Duperré, et de près de 75 000 marins et fantassins, qui débarquent à Sidi-Ferruch, à trente kilomètres à l'ouest d'Alger, le 14 juin 1830.
Le 5 juillet 1830, la convention franco-algérienne entérine la prise de possession de la ville et du port d'Alger par la France et l'exil du Dey. L'expédition est un succès et vaut au général de Bourmont d'être élevé à la dignité de maréchal de France, en juillet 1830.

#### Crise politique et dissolution de la Chambre

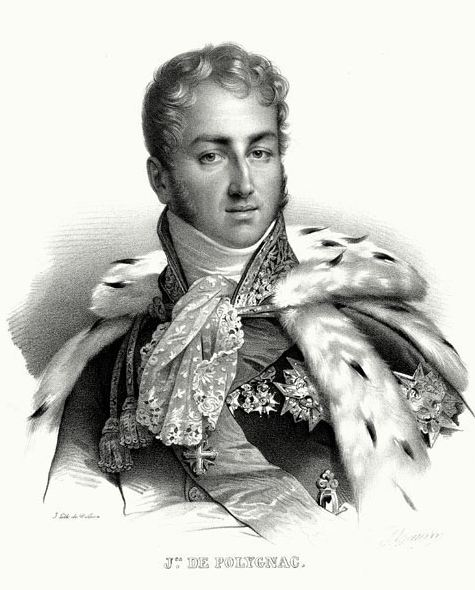
Jules de Polignac.

Au plan intérieur, la réunion de la Chambre, le 2 mars 1830, allait montrer la force du conflit qui couvait. C’est à la suite de son discours du Trône que le conflit éclate ouvertement entre la Chambre et le pouvoir. Dans son discours d'ouverture de la session, Charles X évoqua l’existence de « coupables manœuvres » envers son gouvernement, ajoutant qu’il saurait trouver la force de les surmonter. Il annonce l’expédition militaire d’Alger et menace implicitement l’opposition de gouverner par ordonnances en cas de blocage des institutions. La gauche libérale, majoritaire, comprend ce passage comme l’annonce d’un possible coup d’État. En effet, l’adresse votée par la majorité des députés, tout en mettant en avant, avec une déférence appuyée, des sentiments monarchiques, affirme face au ministère, les droits de la Chambre. Sous la direction de Royer-Collard, elle rédige, le 16 mars 1830, une adresse au roi que signent 221 députés sur 402, signifiant à Charles X leur défiance : 

« La Charte consacre comme un droit l’intervention du pays dans la délibération des intérêts publics […]. Elle fait du concours permanent des vues politiques de votre gouvernement avec les vœux de votre peuple la condition indispensable de la marche régulière des affaires publiques. Sire, notre loyauté, notre dévouement, nous obligent à vous dire que ce concours n’existe pas. »

La réaction de Charles X est sans surprise. Pour couper court à l'adresse des 221 du 18 mars 1830 qui refuse d‘accorder sa confiance en Polignac et qui dénonce son ministère, et pour se reconstituer une majorité parlementaire favorable, Charles X proroge la Chambre dans un premier temps. Ensuite il procède à la dissolution de la Chambre des députés le 16 mai 1830 et annonce de nouvelles élections pour les 23 juin et 3 juillet.
Opposés à la dissolution, Chabrol et Courvoisier démissionnent, remplacés par Guillaume-Isidore de Montbel aux Finances et Pierre-Denis de Peyronnet, à l'Intérieur.
Depuis le printemps 1830, nombreux sont ceux qui s’attendent à un affrontement avec le roi : mais rares, au total, sonr ceux qui envisageaient une révolution et un changement de dynastie. Charles X, quant à lui, espère trouver un appui populaire, notamment rural, qui lui donnerait une majorité parlementaire. Il compte aussi sur le prestige que son gouvernement retirerait de l’expédition d’Alger.

## La fin de la branche aînée des Bourbons (avril 1830-juillet 1830)

### La défaite électorale

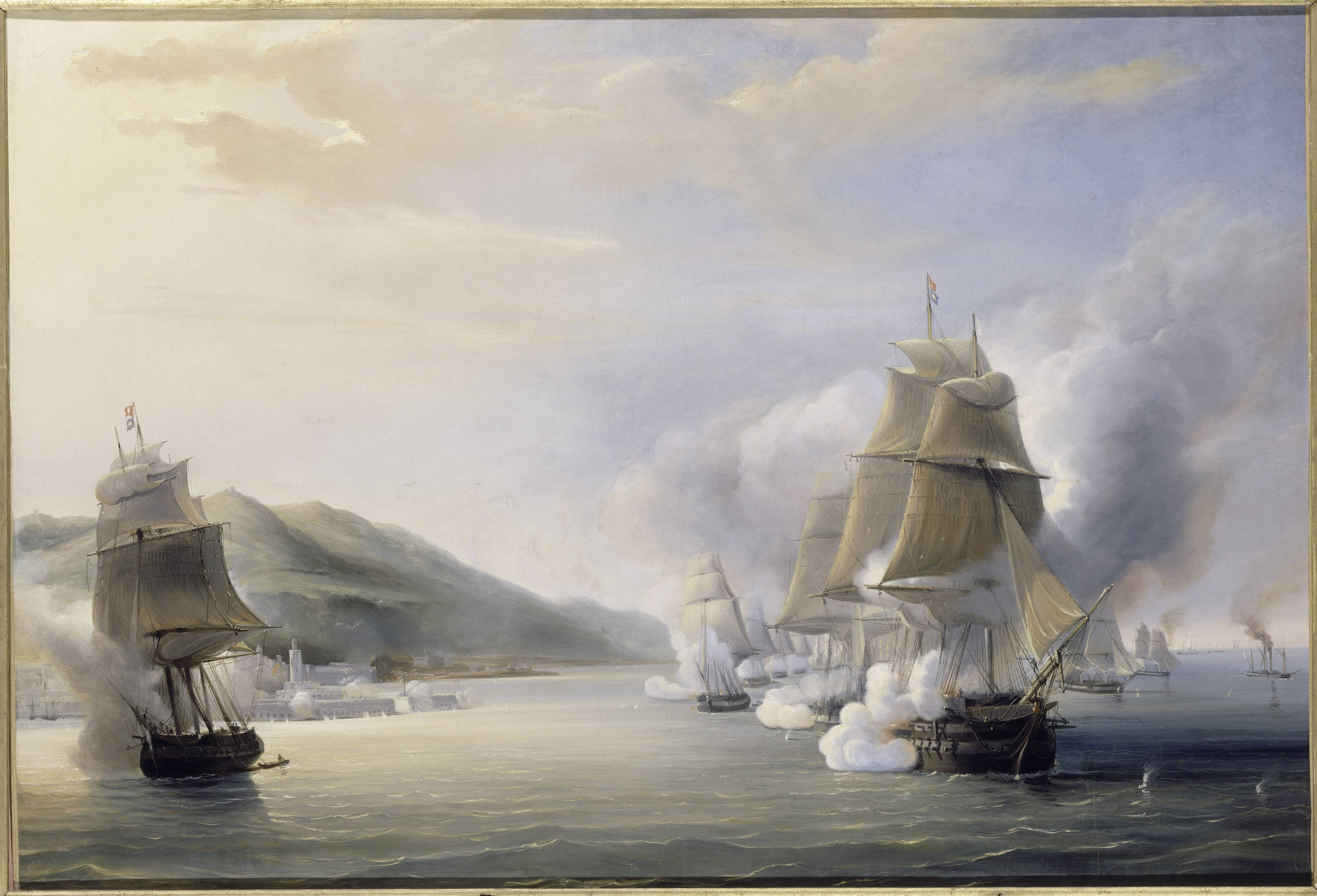
L'expédition d'Alger en 1830.

Charles X et Polignac espèrent que l’expédition d’Alger, lancée le 25 mai, leur donnera un prestige suffisant pour remporter la bataille électorale. Mais la nouvelle de la prise d'Alger, le 5 juillet 1830, n'arrive que le 9 juillet, alors que les élections ont déjà eu lieu dans la plupart des départements, trop tard pour influer sur leur résultat.
En juin et juillet, Peyronnet et Polignac multiplient les interventions. Ils font notamment ajourner les élections dans vingt départements aux 13 et 19 juillet, exaspérant les mécontentements. Le 14 juin, le roi en personne publie une proclamation contresignée par Polignac, afin de convaincre les électeurs. Pour leur part, les libéraux, autour de leurs journaux d'opinions et sociétés politiques comme « Aide-toi, le ciel t'aidera », alors dirigée par Odilon Barrot, mènent une campagne active. En dépit de pressions multiples exercées par les préfets sur les électeurs, le discours des libéraux porte ses fruits, de sorte que le résultat des scrutins confirme la poussée de l’opposition.
Étalées du 23 juin au 19 juillet, les élections donnent une majorité renforcée à l’opposition libérale. Les « 221 » (parmi lesquels dix-neuf seulement ne sont pas réélus) se retrouvent 274, les ultras 145. L’échec est cuisant pour Polignac, plus encore pour Charles X qui avait dissout la chambre précédente. Le blocage constitutionnel apparaît dans toute sa force : soit la Chambre impose ses vues au roi, obtenant la démission de Polignac et la nomination d’un ministre libéral — et on entre alors dans une monarchie de type parlementaire —, soit le roi tente l’épreuve de force, manifestant clairement sa défiance envers le choix fait par les électeurs.
Le roi choisit la seconde option. Charles X répond que « [ses] résolutions sont immuables ». Le lendemain, une ordonnance ajourne la session au 1er septembre, ce qui met le Parlement en vacances pour six mois. À ce moment, le roi est déterminé à aller jusqu’au bout : « J’aime mieux monter à cheval qu’en charrette » aurait-il déclaré.

### Les Ordonnances de Saint-Cloud
Lors du conseil des ministres du 6 juillet, Polignac constate que le gouvernement par ordonnances, sur la base de l’article 14 de la Charte, envisagé de longue date, est désormais le seul recours. Malgré les réserves de Guernon-Ranville, Charles X tranche en ce sens dès le lendemain.
Les principales mesures sont d’ores et déjà arrêtées : nouvelle dissolution de la Chambre des députés, modification de la loi électorale, organisation de nouvelles élections, suspension de la liberté de la presse. Pour Charles X, l'opposition, en harcelant le ministère, veut renverser la monarchie : il ne saurait donc être question pour lui de renvoyer le cabinet et le gouvernement par ordonnances est le seul moyen de maintenir la Charte.
Le lendemain, 9 juillet, arrive à Paris la nouvelle de la prise d’Alger. Cette gloire militaire qui vient auréoler un régime à bout de souffle conforte le roi dans ses intentions. Mais elle amène l'engagement loin de Paris de nombreuses troupes qui manquent lors des évènements de juillet et lui aliène l’Angleterre, qui marque une hostilité passive à l'expédition d'Alger. Le soutien anglais manque aussi lors des journées de Juillet.
À partir du 10 juillet, le roi et les ministres préparent les ordonnances dans le plus grand secret. En l'absence du ministre de la Guerre, Bourmont, retenu à Alger, même le préfet de police et les autorités militaires ne sont pas mis dans la confidence, de sorte que rien n’est organisé pour maintenir l’ordre dans la capitale.
L’opposition libérale, qui se doute qu’un coup de force se prépare, redoute une insurrection populaire qu’elle n’est pas certaine de pouvoir maîtriser. La grande majorité des députés libéraux, issus de l’aristocratie ou de la bourgeoisie aisée, ne sont nullement démocrates.
Le 10 juillet, une quarantaine de députés et de pairs, réunis chez le duc de Broglie, décident qu’en cas de coup de force, ils refuseraient le vote du budget. Parallèlement, des discussions sont engagées avec l’entourage de Charles X par l’intermédiaire d’un de ses familiers, Ferdinand de Bertier de Sauvigny. Les députés proches du Palais-Royal pourraient accepter le maintien de Polignac, des modifications de la loi électorale et du régime de la presse, moyennant l’entrée dans le cabinet de trois ministres libéraux dont Casimir Perier et le général Sébastiani. Mais ces discussions tournent court : Polignac préfère jouer le tout pour le tout et tenter l’épreuve de force.
Le duc d’Orléans, de son côté, passe l’été dans son château de Neuilly, où il s’est installé avec sa famille le 9 juillet. Il fait l’indifférent et attend son heure. Le marquis de Sémonville, grand référendaire de la Chambre des pairs, vient lui rendre visite le 21 juillet et lui fait des ouvertures précises :
– La couronne ? Jamais, Sémonville, à moins qu’elle ne m’arrive de droit !
– Ce sera de droit, Monseigneur, elle sera par terre, la France la ramassera et vous forcera à la porter.
La journée du 25 juillet est marquée par des manifestations sur les grands boulevards et même une émeute contre le corps de garde de la Bourse, au palais Brongniart qui dégénère en incendie du corps de garde en planches. Le 25 juillet aussi, à onze heures du soir, le garde des sceaux, Chantelauze, remet les ordonnances au rédacteur en chef du Moniteur pour qu’elles soient imprimées dans la nuit et publiées au matin du lundi 26 :
- la première ordonnance suspend la liberté de la presse et soumet toutes les publications périodiques à une autorisation du gouvernement ;
- la deuxième dissout la Chambre des députés alors que celle-ci vient d’être élue et ne s’est encore jamais réunie ;
- la troisième écarte la patente pour le calcul du cens électoral, de manière à écarter une partie de la bourgeoisie commerçante ou industrielle, d’opinions plus libérales, réduit le nombre des députés de 428 à 258 et rétablit un système d’élections à deux degrés dans lequel le choix final des députés procède du collège électoral de département, qui rassemble seulement le quart des électeurs les plus imposés de la circonscription ;
- la quatrième convoque les collèges électoraux pour septembre ;
- les cinquième et sixième procèdent à des nominations au Conseil d’État au profit d’ultras connus tels que le comte de Vaublanc par exemple[16].

Rédacteur dans le nouveau journal le National, Armand Carrel, libéral et républicain convaincu, écrit : « La France retombe en révolution par le fait même du pouvoir ». Aux yeux de l’opinion publique, ces ordonnances apparaissent comme un véritable coup d’État.
Pour sa défense, Polignac dit plus tard avoir agi par conviction et pour empêcher l’opposition de mener la France à un nouveau 1793 : la question sociale l’aurait emporté sur la rivalité politique dans les motivations de sa décision.

### La révolution de juillet 1830
En quelques jours, la publication des quatre ordonnances de Saint-Cloud entraîne la chute du régime : c'est la révolution des Trois Glorieuses, qui fait tomber la branche aînée des Bourbons et amène au trône Louis-Philippe d'Orléans, issu de la branche cadette du régicide Philippe-Égalité.
Le 26 juillet, alors que se forment les premiers attroupements, des manifestants reconnaissent la voiture de Polignac qui rentre à l’hôtel des Affaires étrangères, et la caillassent mais elle parvient à rentrer dans la cour pour s'y protéger.
Le 27 juillet, des émeutes font entrer Paris en insurrection.
Le 28 juillet, l'État de siège est déclaré, Polignac se réfugie avec les ministres aux Tuileries, où il refuse de recevoir une délégation de députés. Les émeutiers s'emparent de l'Hôtel de ville.
Le 29 juillet, l'insurrection triomphe : Charles X se voit imposer le retrait des ordonnances, le renvoi de Polignac et son remplacement par le duc de Mortemart.
Le 30 juillet, les députés rejettent la solution Mortemart, arguant de ce que Charles X a, dans les faits, cessé de régner, et font appel au duc d'Orléans comme lieutenant général du royaume.
Le 31 juillet, le futur Louis-Philippe entre dans Paris et se rend à l'Hôtel de ville pour s'y faire accepter et conjurer la menace républicaine. Il prête serment deux jours plus tard et sera reconnu « roi des Français » le 9 août 1830.
Le même jour à 3 heures du matin, Polignac et les autres ministres ont pris la fuite depuis Versailles.

## Après la chute de la dynastie des Bourbons (1830-1847)

Eugène Delacroix, La Liberté guidant le peuple.

### L'arrestation et le procès

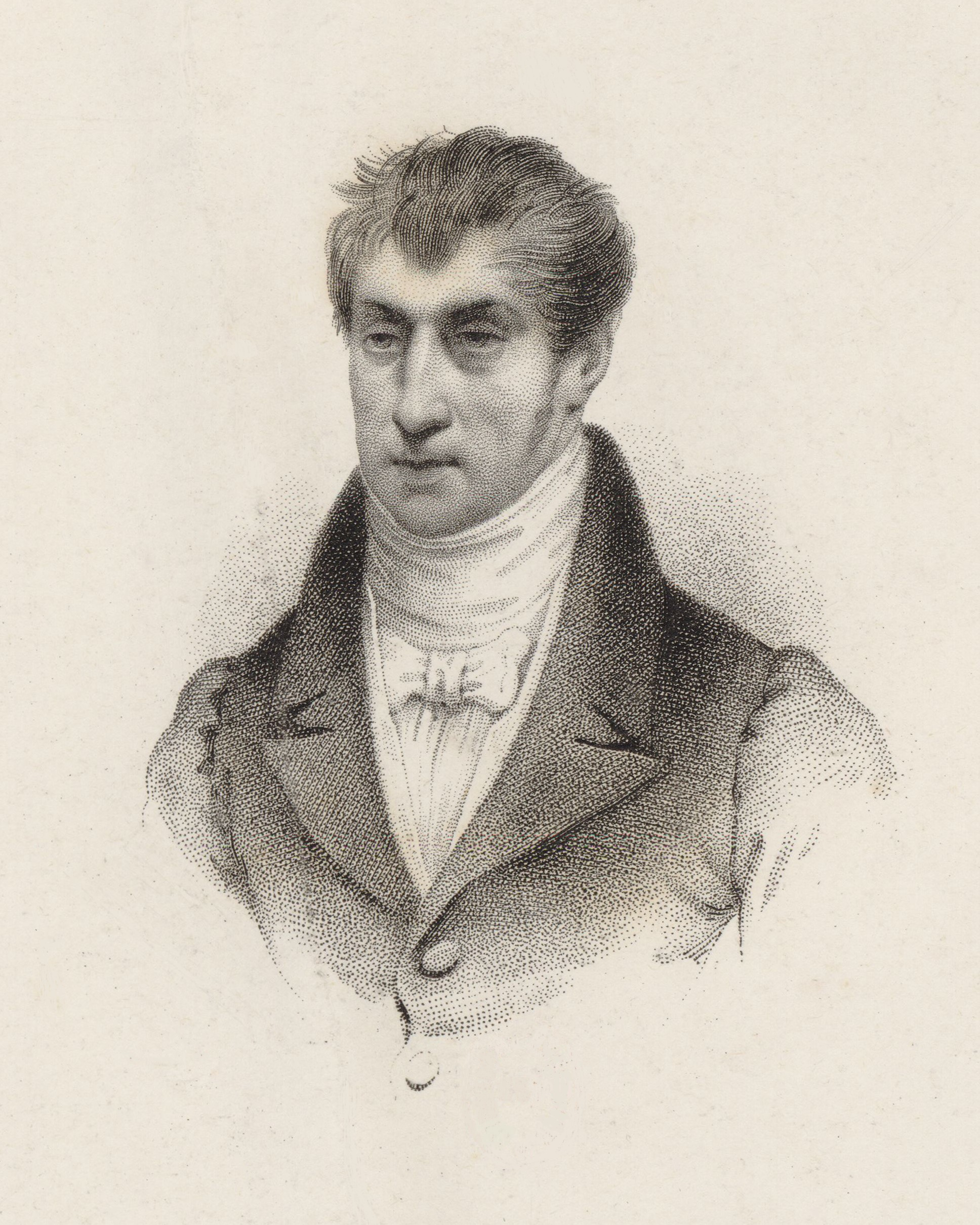
Le Prince de Polignac en 1831.

Polignac, tout en se cachant, chemine quelque temps en Normandie avec l'aide du comte de Semallé, espérant passer en Angleterre, mais il est reconnu et arrêté à Granville le 16 août, à la veille de s'embarquer pour Jersey.
Louis-Philippe n'est pas favorable à un procès des ministres de Charles X. L'agitation ambiante et le risque de pressions de la rue peuvent en faire un procès politique. Néanmoins, leur impopularité le pousse à les faire juger. Signe de cette impopularité persistante, une émeute survient à Paris les 17 et 18 octobre 1830 pour que soient livrés les quatre ministres de Charles X arrêtés, dont Polignac. Ils sont sauvés par l'attitude du général Daumesnil, gouverneur du fort de Vincennes, où sont emprisonnés les ministres.
Avec les trois autres ministres, Polignac est finalement jugé devant la Chambre des pairs, du 15 au 21 décembre 1830. Le comte Jean Bérenger est chargé de l’accusation et du rapport au roi. Extrait de son plaidoyer :

« La presse périodique détruite ; la censure rétablie ; les opérations des collèges audacieusement annulées sous la forme d'une dissolution de la chambre des députés ; nos lois électorales abrogées et remplacées par un vain simulacre d'élection ; la force des armes inhumainement employée pour comprimer l'indignation et pour assurer le succès de ces désastreuses mesures : voilà les crimes dont la réparation est due au pays. Mais plus la nation a droit à ce que la réparation soit éclatante, plus il lui importe que le haut tribunal qui est appelé à la prononcer soit indépendant et libre : s'il pouvait cesser de l’être, s'il y avait sur lui une apparence même légère d’oppression, sa décision ne serait pas un jugement ; la France, l'Europe, la postérité lui en contesteraient le caractère. »

Défendu par son prédécesseur, l'ancien avocat Martignac, Polignac est reconnu coupable d'avoir porté atteinte à l'article 14 de la Charte de 1814 et commis l'acte de trahison au sens de son article 56, cette Charte ne précisant pas, toutefois, si les ministres étaient, d'une manière générale, responsables de leurs actes devant le roi ou devant le Parlement.
Il est condamné à la prison perpétuelle et à la mort civile. C'est au cours de sa captivité, au château de Ham, qu'il écrit un livre défendant ses positions, Considérations Politiques (1832). La mort civile entraîne la dissolution de son mariage d'avec Charlotte, mais la captivité qu'il subit reste suffisamment souple pour qu'il puisse recevoir les visites de son (ex)-épouse, et deux enfants naîtront pendant sa captivité.
Ce fait d'actualité inspire le Congrès national belge qui inscrit dans la Constitution de la Belgique l'abolition de la mort civile ; durant les débats, l'affaire Polignac est évoquée, provoquant les rires des constituants,.

### Dernières années et mort
Le 23 novembre 1836, il bénéficie d'une amnistie décidée à l'instigation du premier ministère de Louis-Mathieu Molé. Sa peine est alors commuée en vingt années de bannissement hors de France, exil qu'il passe en Angleterre jusqu'en 1837, puis en Bavière, avant d'être finalement autorisé, en 1845, à rentrer en France à la condition qu'il ne prenne plus jamais sa demeure à Paris, l’empêchant de fait de participer à la vie politique nationale.
C'est pendant son séjour en Angleterre qu'il renouvelle ses vœux avec Charlotte, devant le consul de France.
Jules de Polignac meurt le 30 mars 1847 en son hôtel particulier du 19 rue de Versailles (actuellement rue Alexandre Dumas) à Saint-Germain-en-Laye. Il est inhumé au cimetière de Picpus, où il rejoint son frère. Le 1er mars 1847, il lui avait succédé comme duc de Polignac.

## Futilités
En 1830, un jeu de cartes, le Polignac, est créé dans lequel le valet de pique représente une mauvaise carte. Comme Polignac n'était pas populaire auprès du peuple, ce « méchant » garçon porte son nom.

## Œuvres
- Considérations politiques de Jules de Polignac
- Études historiques, politiques et morales de Jules de Polignac, 1845

## Décorations
- Chevalier de l'ordre du Saint-Esprit : 1826
- Grand-croix de Saint-Maurice et Saint-Lazare
- Grand-croix de Saint-Louis
- Légion d'honneur : officier : 1820
- Légion d'honneur : chevalier 1815